# A Ferencvárosi TC 1933–1934-es szezonja
A Ferencvárosi TC 1933–1934-es szezonja szócikk a Ferencvárosi TC első számú férfi labdarúgócsapatának egy szezonjáról szól, mely összességében és sorozatban is a 31. idénye volt a csapatnak a magyar első osztályban. A klub fennállásának ekkor volt a 35. évfordulója.

## Mérkőzések
| Színmagyarázat | Színmagyarázat |
| -------------- | -------------- |
|                | Győzelem.      |
|                | Döntetlen.     |
|                | Vereség.       |

### Közép-európai kupa1934
1. forduló
| 1934. június 17. |

| Ferencváros                                                                        | 8 – 0               | Floridsdorfer AC |
| ---------------------------------------------------------------------------------- | ------------------- | ---------------- |
| Kemény 2' Rátkai 14' Toldi 22' Polgár 26' 34' Sárosi I 58' 62' Bernard 75' (öngól) | (5 – 0) Jegyzőkönyv |                  |

| Üllői út, Budapest Nézőszám: 10 000 Játékvezető: Bizik (csehszlovák) |

| 1934. június 23. |

| Floridsdorfer AC | 1 – 2               | Ferencváros            |
| ---------------- | ------------------- | ---------------------- |
| Hanke 5'         | (1 – 2) Jegyzőkönyv | Lázár 25' Sárosi I 38' |

| Bécs Nézőszám: 1 500 |

2. forduló
| 1934. június 30. |

| Ferencváros                                        | 6 – 0               | SK Kladno |
| -------------------------------------------------- | ------------------- | --------- |
| Sárosi I 5' 29' 58' Toldi 9' Polgár 71' Kemény 81' | (3 – 0) Jegyzőkönyv |           |

| Üllői út, Budapest Nézőszám: 15 000 |

| 1934. július 8. |

| SK Kladno                                    | 4 – 1               | Ferencváros |
| -------------------------------------------- | ------------------- | ----------- |
| Procházka 46' 88' Bubeníček 53' Hromádka 62' | (0 – 0) Jegyzőkönyv | Toldi 82'   |

| Kladno Nézőszám: 4 000 |

Elődöntő
| 1934. július 15. |

| Ferencváros | 1 – 1               | Bologna FC |
| ----------- | ------------------- | ---------- |
| Toldi 9'    | (1 – 1) Jegyzőkönyv | Maini 12'  |

| Üllői út, Budapest Nézőszám: 18 000 |

| 1934. július 22. |

| Bologna FC                                            | 5 – 1               | Ferencváros |
| ----------------------------------------------------- | ------------------- | ----------- |
| Perazzolo 5' Maini 30' Schiavio 47' 50' Reguzzoni 66' | (2 – 1) Jegyzőkönyv | Sárosi I 6' |

| Stadio Littoriale, Bologna Nézőszám: 12 000 |

### PLASZ I. osztály 1933–34

#### Őszi fordulók
| 1. forduló 1933. szeptember 3. |

| III. Kerületi TVE | 0 – 4               | Ferencváros            |
| ----------------- | ------------------- | ---------------------- |
|                   | (0 – 1) Jegyzőkönyv | Toldi Székely Sárosi I |

| Budapest Nézőszám: 5 000 Játékvezető: Majorszky Ferenc (magyar) |

| 2. forduló 1933. szeptember 10. |

| Ferencváros     | 2 – 1       | Szeged FC |
| --------------- | ----------- | --------- |
| Kemény Sárosi I | Jegyzőkönyv |           |

| Üllői út, Budapest |

| 3. forduló 1933. szeptember 24. |

| Ferencváros              | 7 – 3       | Budai 11 |
| ------------------------ | ----------- | -------- |
| Toldi Sárosi I Takács II | Jegyzőkönyv |          |

| Üllői út, Budapest |

| 4. forduló 1933. október 8. |

| Attila FC | 0 – 2       | Ferencváros |
| --------- | ----------- | ----------- |
|           | Jegyzőkönyv | Toldi       |

| Miskolc |

| 5. forduló 1933. október 15. |

| Ferencváros          | 4 – 2               | Újpest |
| -------------------- | ------------------- | ------ |
| Takács II Móré Toldi | (2 – 0) Jegyzőkönyv |        |

| Üllői út, Budapest Játékvezető: Hertzka Pál (magyar) |

| 6. forduló 1933. október 29. |

| Nemzeti FC | 1 – 5       | Ferencváros        |
| ---------- | ----------- | ------------------ |
|            | Jegyzőkönyv | Sárosi I Takács II |

| Budapest |

| 7. forduló 1933. november 1. |

| Ferencváros                | 6 – 1       | Somogy FC |
| -------------------------- | ----------- | --------- |
| Sárosi I Székely Takács II | Jegyzőkönyv |           |

| Üllői út, Budapest |

| 8. forduló 1933. november 5. |

| Ferencváros | 0 – 1               | Hungária |
| ----------- | ------------------- | -------- |
|             | (0 – 1) Jegyzőkönyv |          |

| Üllői út, Budapest |

| 9. forduló 1933. november 12. |

| Kispest | 0 – 4       | Ferencváros                     |
| ------- | ----------- | ------------------------------- |
|         | Jegyzőkönyv | Toldi Táncos Takács II Sárosi I |

| Budapest |

| 10. forduló 1933. november 19. |

| Ferencváros | 1 – 2       | Bocskai FC |
| ----------- | ----------- | ---------- |
| Sárosi I    | Jegyzőkönyv |            |

| Üllői út, Budapest |

| 11. forduló 1933. november 26. |

| Phőbus FC | 3 – 4       | Ferencváros              |
| --------- | ----------- | ------------------------ |
|           | Jegyzőkönyv | Toldi Sárosi I Takács II |

| Budapest |

| 12. forduló 1933. november 29. |

| Ferencváros            | 5 – 1       | Nemzeti FC |
| ---------------------- | ----------- | ---------- |
| Székely Toldi Sárosi I | Jegyzőkönyv |            |

| Üllői út, Budapest |

- Előrehozott mérkőzés.

#### Tavaszi fordulók
| 13. forduló 1934. február 25. |

| Ferencváros   | 3 – 1               | Attila FC |
| ------------- | ------------------- | --------- |
| Toldi Székely | (1 – 0) Jegyzőkönyv |           |

| Üllői út, Budapest Játékvezető: Majorszky Ferenc (magyar) |

| 14. forduló 1934. március 4. |

| Budai 11 | 0 – 4       | Ferencváros                   |
| -------- | ----------- | ----------------------------- |
|          | Jegyzőkönyv | Toldi Móré Sárosi I Takács II |

| Üllői út, Budapest |

| 15. forduló 1934. március 11. |

| Szeged FC | 3 – 4               | Ferencváros           |
| --------- | ------------------- | --------------------- |
|           | (2 – 2) Jegyzőkönyv | Sárosi I Kemény Toldi |

| Szeged Játékvezető: Csárdás Gusztáv (magyar) |

| 16. forduló 1934. március 18. |

| Ferencváros            | 4 – 0       | III. Kerületi TVE |
| ---------------------- | ----------- | ----------------- |
| Toldi Székely Sárosi I | Jegyzőkönyv |                   |

| Üllői út, Budapest |

| 17. forduló 1934. április 8. |

| Hungária | 1 – 4               | Ferencváros   |
| -------- | ------------------- | ------------- |
|          | (0 – 1) Jegyzőkönyv | Sárosi I Móré |

| Hungária körút, Budapest Nézőszám: 16 000 Játékvezető: Iváncsics Mihály (magyar) |

| 18. forduló 1934. április 22. |

| Újpest | 2 – 2               | Ferencváros |
| ------ | ------------------- | ----------- |
|        | (2 – 0) Jegyzőkönyv | Móré Toldi  |

| Megyeri út, Újpest Nézőszám: 20 000 Játékvezető: Majorszky Ferenc (magyar) |

| 19. forduló 1934. május 6. |

| Bocskai FC | 1 – 2       | Ferencváros  |
| ---------- | ----------- | ------------ |
|            | Jegyzőkönyv | Toldi Kemény |

| Hungária körút, Budapest |

| 20. forduló 1934. május 13. |

| Ferencváros                  | 7 – 4               | Kispest |
| ---------------------------- | ------------------- | ------- |
| Sárosi I Kemény Polgár Toldi | (4 – 3) Jegyzőkönyv |         |

| Üllői út, Budapest Játékvezető: Gombos Géza (magyar) |

| 21. forduló 1934. május 17. |

| Somogy FC | 4 – 9       | Ferencváros          |
| --------- | ----------- | -------------------- |
|           | Jegyzőkönyv | Székely Polgár Toldi |

| Üllői út, Budapest |

| 22. forduló 1934. június 10. |

| Ferencváros                 | 6 – 0               | Phőbus FC |
| --------------------------- | ------------------- | --------- |
| Sárosi I Barna Polgár Toldi | (1 – 0) Jegyzőkönyv |           |

| Üllői út, Budapest |

#### A végeredmény
| #  | Csapat       | J  | Gy | D | V  | Rg | Kg | Gk  | P  | Megjegyzés                         |
| -- | ------------ | -- | -- | - | -- | -- | -- | --- | -- | ---------------------------------- |
| 1  | Ferencváros  | 22 | 19 | 1 | 2  | 89 | 31 | +58 | 39 | Bajnok, 1934-es közép-európai kupa |
| 2  | Újpest       | 22 | 16 | 5 | 1  | 68 | 25 | +43 | 37 | 1934-es közép-európai kupa         |
| 3  | Bocskai FC   | 22 | 12 | 3 | 7  | 52 | 32 | +20 | 27 | 1934-es közép-európai kupa         |
| 4  | Hungária     | 22 | 12 | 2 | 8  | 62 | 41 | +21 | 26 | 1934-es közép-európai kupa         |
| 5  | Szeged FC    | 22 | 9  | 2 | 11 | 40 | 45 | -5  | 20 |                                    |
| 6  | Kispest      | 22 | 7  | 5 | 10 | 43 | 50 | -7  | 19 |                                    |
| 7  | Budai 11     | 22 | 6  | 7 | 9  | 37 | 54 | -17 | 19 |                                    |
| 8  | Phőbus FC    | 22 | 6  | 6 | 10 | 42 | 50 | -8  | 18 |                                    |
| 9  | III. ker. FC | 22 | 7  | 4 | 11 | 41 | 57 | -16 | 18 |                                    |
| 10 | Attila FC    | 22 | 6  | 3 | 13 | 32 | 47 | -15 | 15 |                                    |
| 11 | Somogy FC    | 22 | 6  | 2 | 14 | 30 | 77 | -47 | 14 |                                    |
| 12 | Nemzeti FC   | 22 | 2  | 8 | 12 | 31 | 58 | -27 | 12 | Kiesett                            |

#### Eredmények összesítése
Az alábbi táblázatban összesítve szerepelnek a Ferencvárosi TC 1933/34-es bajnokságban elért eredményei.
| Ősz/tavasz (forduló)    | Otthon | Otthon | Otthon | Otthon | Otthon | Otthon | Otthon | Idegenben | Idegenben | Idegenben | Idegenben | Idegenben | Idegenben | Idegenben |
| Ősz/tavasz (forduló)    | M      | GY     | D      | V      | LG–KG  | GK     | P      | M         | GY        | D         | V         | LG–KG     | GK        | P         |
| ----------------------- | ------ | ------ | ------ | ------ | ------ | ------ | ------ | --------- | --------- | --------- | --------- | --------- | --------- | --------- |
| Őszi szezon (1–12.)     | 7      | 5      | 0      | 2      | 25–11  | +14    | 10     | 5         | 5         | 0         | 0         | 19–4      | +15       | 10        |
| Tavaszi szezon (13–22.) | 4      | 4      | 0      | 0      | 20–5   | +15    | 8      | 6         | 5         | 1         | 0         | 25–11     | +14       | 11        |
| Összesen (1–22.)        | 11     | 9      | 0      | 2      | 45–16  | +29    | 18     | 11        | 10        | 1         | 0         | 44–15     | +29       | 21        |

### Egyéb mérkőzések
| 1933. augusztus 6. |

| Hertha Berlin | 5 – 2               | Ferencváros    |
| ------------- | ------------------- | -------------- |
|               | (2 – 1) Jegyzőkönyv | Sárosi I Toldi |

| Berlin |

| 1933. augusztus 9. |

| DSV Saaz | 4 – 4       | Ferencváros           |
| -------- | ----------- | --------------------- |
|          | Jegyzőkönyv | Toldi Sárosi I Kovács |

| Žatec |

| 1933. augusztus 12. |

| Boroszló válogatott | 1 – 8       | Ferencváros                         |
| ------------------- | ----------- | ----------------------------------- |
|                     | Jegyzőkönyv | Sárosi I Kovács Toldi Kemény Táncos |

| Boroszló |

| 1933. augusztus 13. |

| Szilézia válogatott | 2 – 4       | Ferencváros           |
| ------------------- | ----------- | --------------------- |
|                     | Jegyzőkönyv | Toldi Sárosi I Kovács |

| Gliwice |

| 1933. augusztus 19. |

| Crișana Oradea | 3 – 1       | Ferencváros |
| -------------- | ----------- | ----------- |
|                | Jegyzőkönyv | Lázár       |

| Nagyvárad |

| 1933. augusztus 20. |

| Temesvári Kinizsi | 1 – 8       | Ferencváros           |
| ----------------- | ----------- | --------------------- |
|                   | Jegyzőkönyv | Sárosi I Kemény Toldi |

| Temesvár |

| 1933. augusztus 23. |

| Aradi MTE | 0 – 7       | Ferencváros                         |
| --------- | ----------- | ----------------------------------- |
|           | Jegyzőkönyv | Sárosi I Toldi Kemény Táncos Kovács |

| Arad |

| 1933. augusztus 26. |

| Juventus București | 4 – 5       | Ferencváros           |
| ------------------ | ----------- | --------------------- |
|                    | Jegyzőkönyv | Sárosi I Toldi Kemény |

| Bukarest |

| 1933. augusztus 27. |

| Ripensia Timișoara | 2 – 1       | Ferencváros |
| ------------------ | ----------- | ----------- |
|                    | Jegyzőkönyv | Sárosi I    |

| Bukarest |

| 1933. november 22. |

| Ferencváros, Hungária vegyes | 4 – 3               | AIK Stockholm |
| ---------------------------- | ------------------- | ------------- |
| Táncos Székely Cseh II       | (2 – 0) Jegyzőkönyv |               |

| Hungária körút, Budapest |

| 1933. december 2. |

| Young Fellows Zürich | 2 – 2       | Ferencváros  |
| -------------------- | ----------- | ------------ |
|                      | Jegyzőkönyv | Toldi Táncos |

| Zürich |

| 1933. december 3. |

| FC Basel | 3 – 9       | Ferencváros                     |
| -------- | ----------- | ------------------------------- |
|          | Jegyzőkönyv | Kemény Toldi Sárosi I Takács II |

| Bázel |

| 1933. december 10. |

| Algír B válogatott | 0 – 5       | Ferencváros    |
| ------------------ | ----------- | -------------- |
|                    | Jegyzőkönyv | Székely Kemény |

| Algír |

| 1933. december 14. |

| Mastagnen | 0 – 6       | Ferencváros              |
| --------- | ----------- | ------------------------ |
|           | Jegyzőkönyv | Sárosi I Takács II Toldi |

| Mastagnen |

| 1933. december 16. |

| Gallia Club Oranais | 0 – 5       | Ferencváros                  |
| ------------------- | ----------- | ---------------------------- |
|                     | Jegyzőkönyv | Táncos Székely Kovács Kemény |

| Orán |

| 1933. december 17. |

| Admira Wien | 1 – 1       | Ferencváros |
| ----------- | ----------- | ----------- |
|             | Jegyzőkönyv | Sárosi I    |

| Orán |

| 1933. december 25. |

| Aachen válogatott | 2 – 2       | Ferencváros   |
| ----------------- | ----------- | ------------- |
|                   | Jegyzőkönyv | Lyka II Toldi |

| Aachen |

| 1933. december 26. |

| Kölner Ballspiel-Club 1901 | 2 – 7       | Ferencváros               |
| -------------------------- | ----------- | ------------------------- |
|                            | Jegyzőkönyv | Kemény Sárosi I Takács II |

| Köln |

| 1933. december 31. |

| FC Donau Wien | 6 – 1       | Ferencváros |
| ------------- | ----------- | ----------- |
|               | Jegyzőkönyv | Sárosi I    |

| Marseille |

| 1934. január 6. |

| Stuttgarter Kickers | 0 – 2       | Ferencváros |
| ------------------- | ----------- | ----------- |
|                     | Jegyzőkönyv | Takács II   |

| Stuttgart |

| 1934. január 7. |

| Ulm válogatott | 2 – 5       | Ferencváros             |
| -------------- | ----------- | ----------------------- |
|                | Jegyzőkönyv | Takács II Székely Toldi |

| Ulm |

| 1934. február 18. |

| Francia Dél – Kelet válogatott | 2 – 1               | Ferencváros, Újpest vegyes |
| ------------------------------ | ------------------- | -------------------------- |
|                                | (1 – 0) Jegyzőkönyv | Polgár                     |

| Marseille |

| 1934. április 1. |

| Ferencváros      | 6 – 2       | Austria Wien |
| ---------------- | ----------- | ------------ |
| Sárosi I Székely | Jegyzőkönyv |              |

| Hungária körút, Budapest |

| 1934. április 2. |

| Ferencváros                             | 9 – 5       | Rapid Wien |
| --------------------------------------- | ----------- | ---------- |
| Sárosi I Takács II Lyka II Toldi Kemény | Jegyzőkönyv |            |

| Üllői út, Budapest |

| 1934. május 24. |

| SV Saaz | 2 – 4               | Ferencváros, Hungária vegyes |
| ------- | ------------------- | ---------------------------- |
|         | (1 – 2) Jegyzőkönyv | Turay Szabó III              |

| Saaz |

| 1934. május 25. |

| Viktoria Plzeň | 4 – 4               | Ferencváros, Hungária vegyes  |
| -------------- | ------------------- | ----------------------------- |
|                | (3 – 3) Jegyzőkönyv | Titkos Székely Cseh II Kardos |

| Plzeň |

| 1934. június 1. |

| Kamraterna | 2 – 5       | Ferencváros, Hungária vegyes |
| ---------- | ----------- | ---------------------------- |
|            | Jegyzőkönyv | Cseh II Kardos Turay         |

| Norköpping |

| 1934. június 3. |

| Elfsborg | 3 – 2       | Ferencváros, Hungária vegyes |
| -------- | ----------- | ---------------------------- |
|          | Jegyzőkönyv | Cseh II Kardos               |

| Borås |

| 1934. június 5. |

| Oslo válogatott | 1 – 2       | Ferencváros, Hungária vegyes |
| --------------- | ----------- | ---------------------------- |
|                 | Jegyzőkönyv | Székely Titkos               |

| Oslo |

| 1934. június 8. |

| IFK Göteborg | 2 – 0               | Ferencváros, Hungária vegyes |
| ------------ | ------------------- | ---------------------------- |
|              | (1 – 0) Jegyzőkönyv |                              |

| Göteborg |

| 1934. június 10. |

| AIK Stockholm | 3 – 1               | Ferencváros, Hungária vegyes |
| ------------- | ------------------- | ---------------------------- |
|               | (0 – 1) Jegyzőkönyv | Kardos                       |

| Stockholm |

| 1934. július 10. |

| Moravska Slavia | 2 – 5       | Ferencváros           |
| --------------- | ----------- | --------------------- |
|                 | Jegyzőkönyv | Toldi Kemény Sárosi I |

| Brno |

| 1934. július 25. |

| Graz válogatott | 0 – 4       | Ferencváros     |
| --------------- | ----------- | --------------- |
|                 | Jegyzőkönyv | Sárosi I Kemény |

| Graz |

## Külső hivatkozások
- A csapat hivatalos honlapja (magyarul)
- Az 1933–1934-es szezon menetrendje a tempofradi.hu-n (magyarul)